# 豪澤峰
豪澤峰（英語：Houser Peak），是南極洲的山峰，位於葛拉漢地的鮑曼海岸，處於托法尼冰川和弗蘭卡冰川之間，海拔高度1,080米，現時由南極條約體系管理。